# Mosquée Qawsun
La Mosquée Qawsun est une mosquée de l’émir Qawsun au Caire en Égypte. L’édifice fut complété en 1330 par Qawsun, un émir de sultan An-Nâsir Muhammad ben Qalâ'ûn. La mosquée fut détruite au XIXe siècle puis reconstruite complètement en 1893 par Abbas II Hilmi.
L’historien Ahmad al-Maqrîzî et le voyageur Evliya Çelebi décrivent ce monument.

## Voir également
- Architecture mamelouke

## Référence
- (en) D. Behrens-Abouseif, Cairo of the Mamluks, Ed. I.B.Tauris, 2007, p. 171-172.
- Mosquée Qawsun, http://cairogazetteer.fr/invisu/page/ark:/67717/fd0d8f10d7b2df81377068cd74f7cf8c